# 부샤
부샤(Beuchat Int’l S.A., 약칭 Beuchat)사는 1934년 마르세유에서 창립되어 현재까지 잠수 장비를 설계/제조 하여 전 세계에 걸쳐 공급하고 있는 기업이다.

## 업무
Beuchat 업무의 3개 핵심 분야는,
- 스쿠바 잠수: 스포츠 잠수, 산업 잠수, 군사 잠수
- Spearfishing 및 Freediving
- 스노클링

## 설립 후 현재까지의 역사

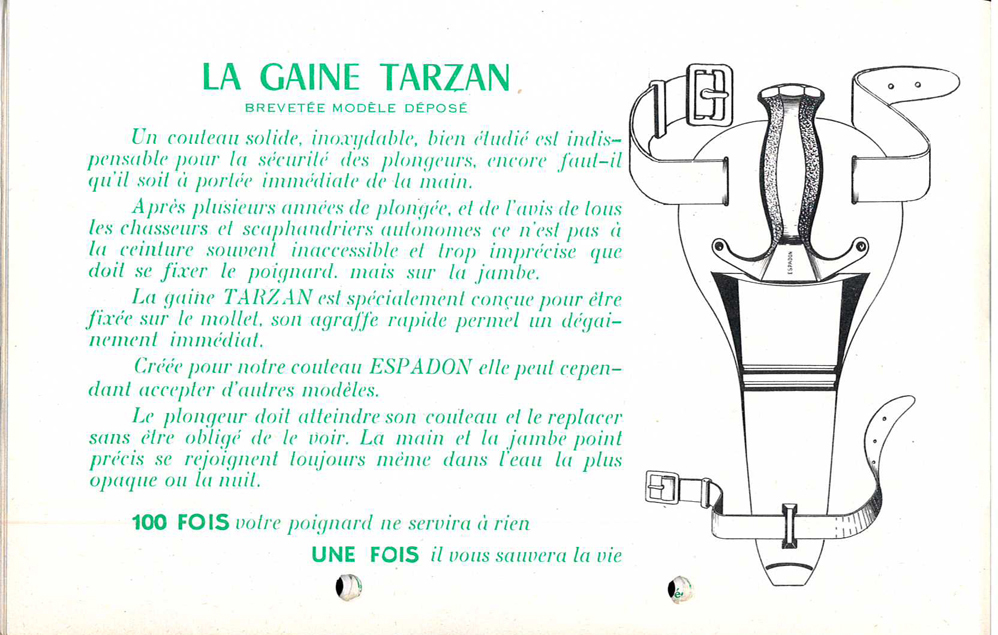
Tarzan Calf Cover

스위스 시계 제조를 전업으로 한 집안의 후손인 Georges Beuchat가 1934년에 창립하였음. Georges Beuchat는 잠수 분야의 개척자로 1948년에 불란서 수중 연맹을 공동 설립하였음.
지난 75년간 상호는 Peche Sport – Beuchat – Beuchat Sub에서 Beuchat International로 변경되어 왔음.
한편 경영주는 1982년에 Alverez De Toledo가 맡아 경영하다가 2002년부터 Margnat가 맡아 경영하고 있음.
창립 초기부터 Georges Beuchat는 불란서 국경을 넘어 세계 각국에 Becuaht 제품을 판매하였으며 이를 바탕으로 계속 지역을 확장하여 오늘의 국제적 기업이 되었음. 1970년대부터 사용한 Beuchat Logo는 현재까지 변경 없이 그대로 사용 중임.

## 제품 개발 연대 표

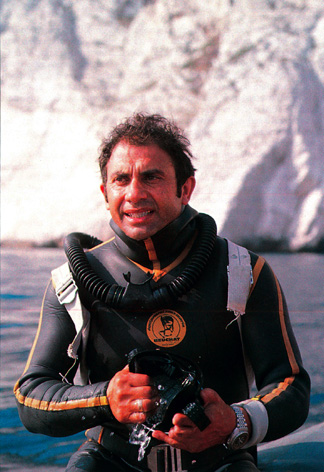
Albert Falco in Tarzan Wetsuit

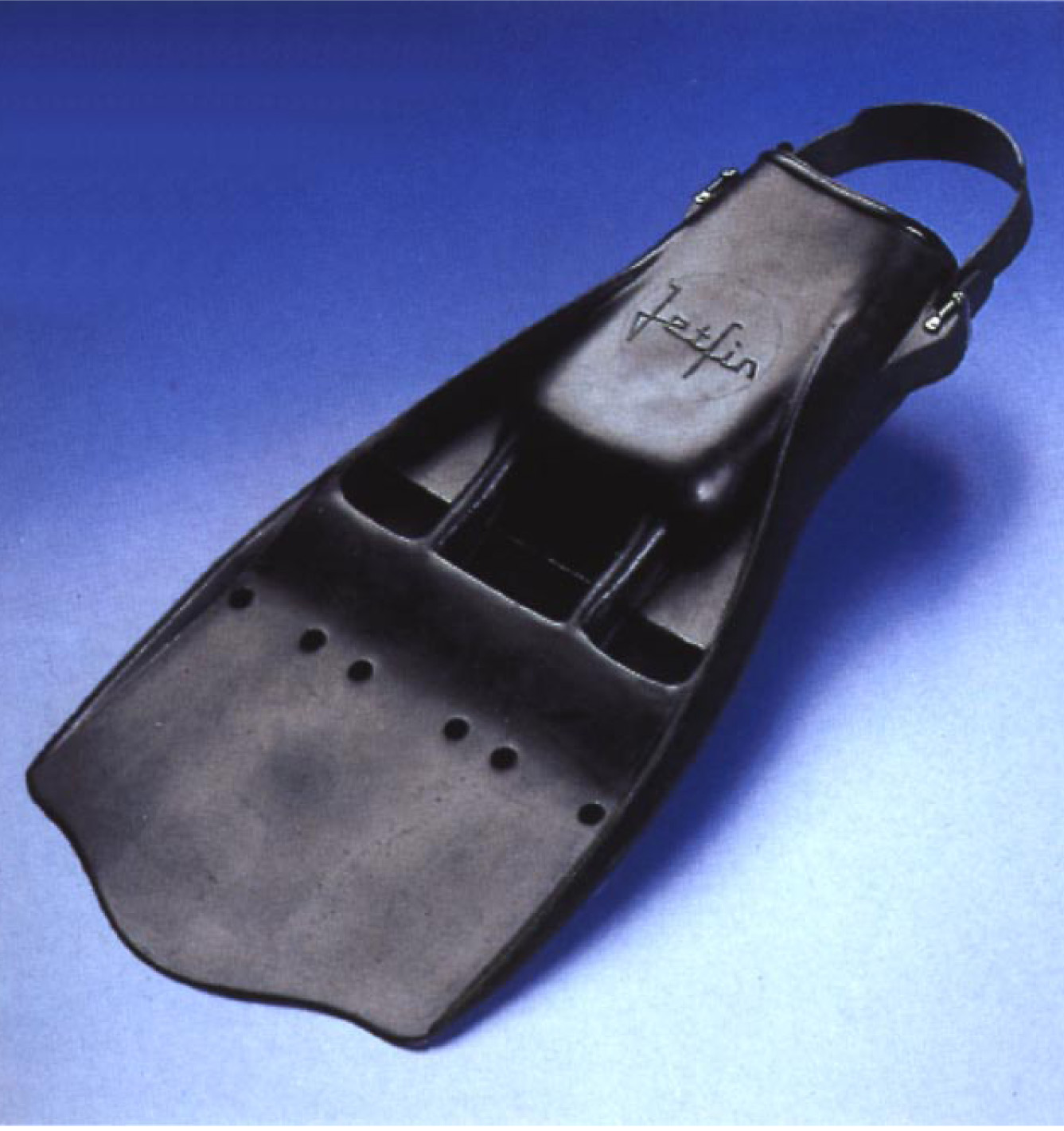
Adjustable Jetfins

- 1947: Tarzan Speargun
- 1948: Surface Buoy
- 1950: Tarzan Camera Housing
- 1950: Tarzan Calf Cover
- 1953: 1st Isothermic Wetsuit
- 1958: Compensator (single-window mask)
- 1960: Espadon nervure fins
- 1963: Tarzan Wetsuit
- 1964: Jetfins (1st vented fins, 100,000 units sold in the first few years)
- 1964: Souplair Regulator release
- 1975: Marlin Speargun
- 1978: Atmos Regulator
- 1985: Lyfty ruff Buoy
- 1986: Aladin Computer distribution
- 1990: Cavalero purchasing
- 1993: Oceane Buoy
- 1998: CX1, 1st French diving computer (Comex Algorithm, French Labor Ministry certified)
- 2001: Mundial Spearfishing fins
- 2007: Focea Comfort II Wetsuit
- 2008: BCD Masterlift Voyager
- 2009: VR200 Evolution Regulator
- 2009: 75th Brand Anniversary. Anniversary wetsuit limited edition release

## Beuchat Spearfishing
창립 초기부터 Beuchat는 세계적으로 Spearfishing 장비 제조 분야에서 선도적 역할을 하여 왔으며 수많은 국내/국제 타이틀을 획득하였음. 명성을 떨친 선수로 Pedro Carbonell, Sylvain Pioch, Pierre Roy, Ghaislain Guillou 및 Vladimi dockuchajev를 들 수 있음. 註(주) Spearfishing국내/국제 타이틀에 관 한 세부 내용을 보려면 참고할 것.

## 기타

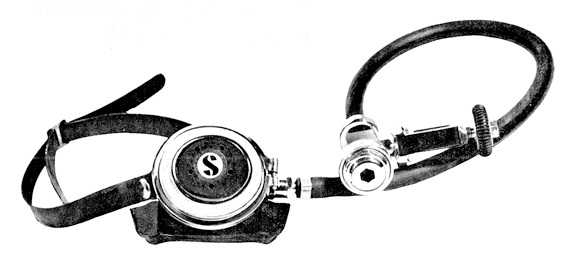
Souplair Regulator by Beuchat in1964 사진 그대로 옮길 것

- Georges Beuchat는 1961년에 수출 상 –Exportation Award- 수상.
- SCUBAPRO logo 인 “S”는 Beuchat “Souplair” regulator 의 “S”를 채택한 것임.